# Warner Hahn
Warner Hahn (Rotterdam, 15 giugno 1992) è un calciatore olandese naturalizzato surinamese, portiere dell'Hammarby e della nazionale surinamese.

## Carriera

### Club
Cresciuto con Sparta Rotterdam e Ajax, nel 2012 passa al Dordrecht con cui gioca due stagioni nella seconda serie olandese. Nel 2014 si trasferisce al Feyenoord che lo cede poi in prestito al PEC Zwolle, altra squadra di Eredivisie.

### Nazionale
Nel 2013 ha esordito con la nazionale Under-21 olandese disputando alcune partite di qualificazione agli Europei di categoria del 2015.
Nel 2021 ha partecipato alla CONCACAF Gold Cup 2021 con la nazionale del Suriname.

## Palmarès

### Club

#### Competizioni nazionali
- Coppa dei Paesi Bassi: 1

Feyenoord: 2015-2016